# Hemicordulia oceanica
Hemicordulia oceanica – gatunek ważki z rodziny szklarkowatych (Corduliidae).